# Колумбајн Вали (Колорадо)
Колумбајн Вали (енгл. Columbine Valley) град је у америчкој савезној држави Колорадо.

## Демографија
По попису из 2010. године број становника је 1.256, што је 124 (11,0%) становника више него 2000. године.
| Група             | 2000.         | 2010.         |
| Белци             | 1.078 (95,2%) | 1.182 (94,1%) |
| Афроамериканци    | 4 (0,4%)      | 9 (0,7%)      |
| Азијати           | 18 (1,6%)     | 19 (1,5%)     |
| Хиспаноамериканци | 17 (1,5%)     | 27 (2,1%)     |
| Укупно            | 1.132         | 1.256         |